# Axoclinus multicinctus
Axoclinus multicinctus е вид бодлоперка от семейство Tripterygiidae. Видът е уязвим и сериозно застрашен от изчезване.

## Разпространение и местообитание
Разпространен е в Мексико.
Среща се на дълбочина около 8 m, при температура на водата около 25,6 °C и соленост 34,4 ‰.

## Описание
На дължина достигат до 3 cm.